# كورتني تايلور
كورتني تايلور (بالإنجليزية: Courtney Taylor)‏ هو لاعب كرة قدم أمريكية ولاعب كرة القدم الكندية أمريكي، ولد في 7 أبريل 1984 في كاروللتون في الولايات المتحدة.

## وصلات خارجية
- كورتني تايلور على موقع مرجع كرة القدم المحترفة.كوم (الإنجليزية)